# M-91 Vihor
El M-91 Vihor es un prototipo de procedencia yugoslava de un carro de combate principal, creado basándose en el M-84, el cual a su vez es una copia bajo licencia hecha en Yugoslavia del T-72 ruso. Debido a la desintegración de Yugoslavia nunca entró en producción, y sólo se hicieron algunos prototipos, fundamentalmente para pruebas. Su desarrollo posteriormente desembocó en el M-95 Degman.

## Características

### Motorización
El M-91 Vihor se planeaba que tuviera instalado un motor con 1200 caballos de vapor (1184 HP) de potencia, y que usara principalmente combustible diésel. La transmisión sería de 5 velocidades (4 marchas adelante, una atrás), y fue planeado para ser capaz de alcanzar velocidades de hasta 72 kilómetros (45 mi)/ h. Su aceleración sería de 0 a 32 km/h en 7 segundos.

### Armamento
Se conserva como armamento principal el cañón 2A46 de 125 mm del M-84, cuya caña ha sido revestida con un nuevo manguito térmico que aumenta la refrigeración y disminuye así mismo la posibilidad de deformación del cañón en fuego sostenido. 
Como armas secundarias se le dotó con dos armas: una ametralladora PKT de 7,62 mm y una ametralladora NSV de 12,7 mm en el techo de la torreta, la cual fue una mejora aplicada más tarde al modelo serbio M-2001.

### Blindaje
El blindaje del tanque sería estratificado, para dar la posibilidad de instalar un sistema de montaje para un nuevo tipo de blindaje reactivo (ERA), mejora posteriormente aplicada en el modelo croata M-95.

## Supervivientes
La única copia funcional de este tanque permaneció en un depósito en Serbia, mientras que la empresa Duro Dakovic Inc. más tarde e independientemente hizo dos copias más de este, sobre una de las cuales se hizo la base de los desarrollos posteriores para una variante altamente mejorada, ya de construcción croata, el M-95.

### Desarrollos relacionados
- T-72
- / M-84AS (M-2001)
- M-95 Degman

### Vehículos similares
- Leopard 2A4
- EE-T1 Osório
- / Leopardo 2E
- Tipo 98G
- M1 Abrams A2
- P'ookpong Ho (M-2002)
- K2 Black Panther
- C1 Ariete
- Arjun
- Zulfiqar 3
- Tipo 90
  Tipo 10
- /  Al-Khalid
/  Al-Zarrar
- Challenger 2 LIP
- T-90AM
- T-84 Oplot-M
- // T-80UM2
- MİTÜP Altay

### Listas relacionadas
- Anexo:Carros de combate principales por generación

### Vídeos
- Vídeo en Youtube

- Datos: Q6415410